# West-Thumb-Geysir-Becken

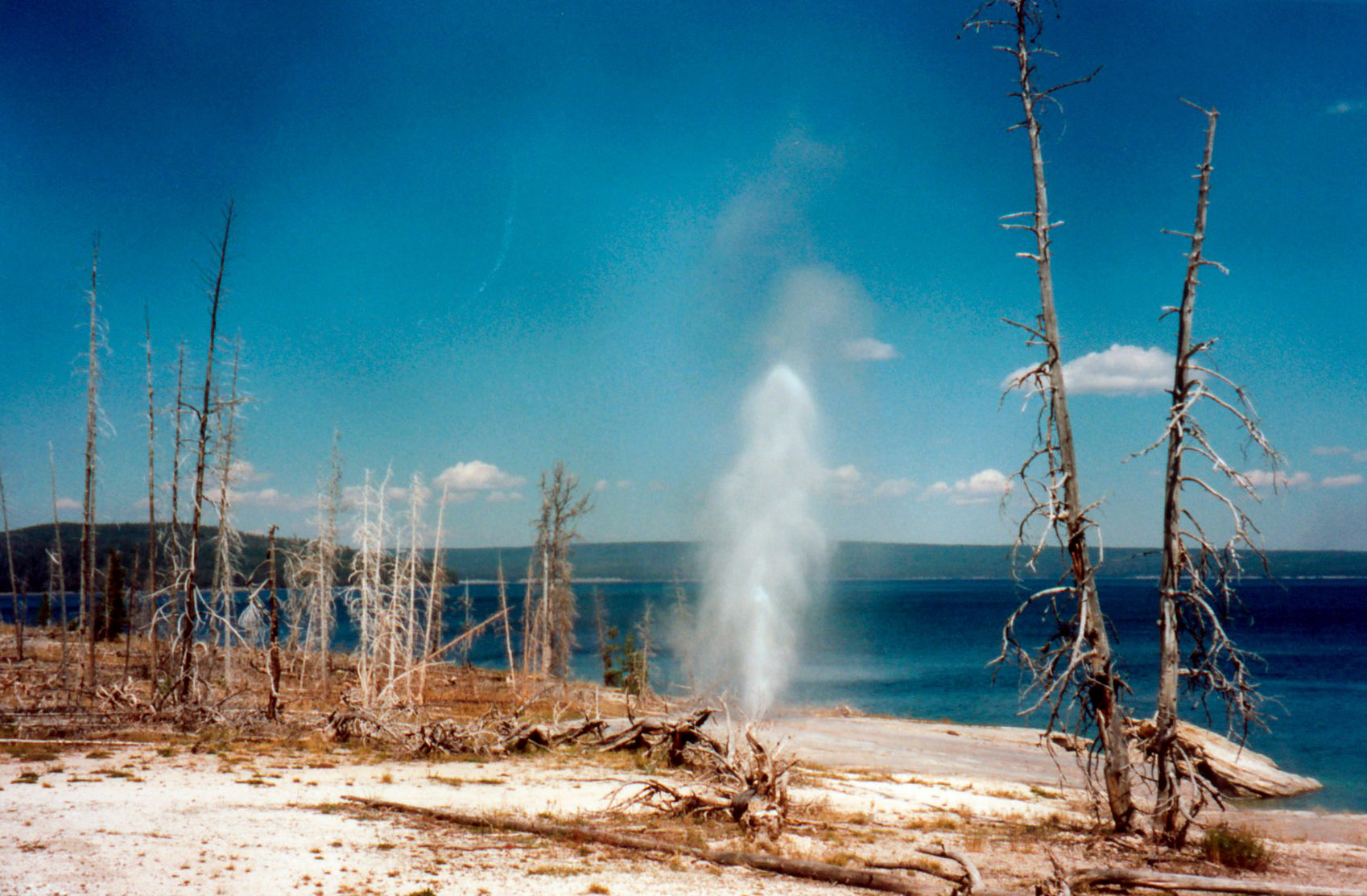
Geysir am Yellowstone Lake

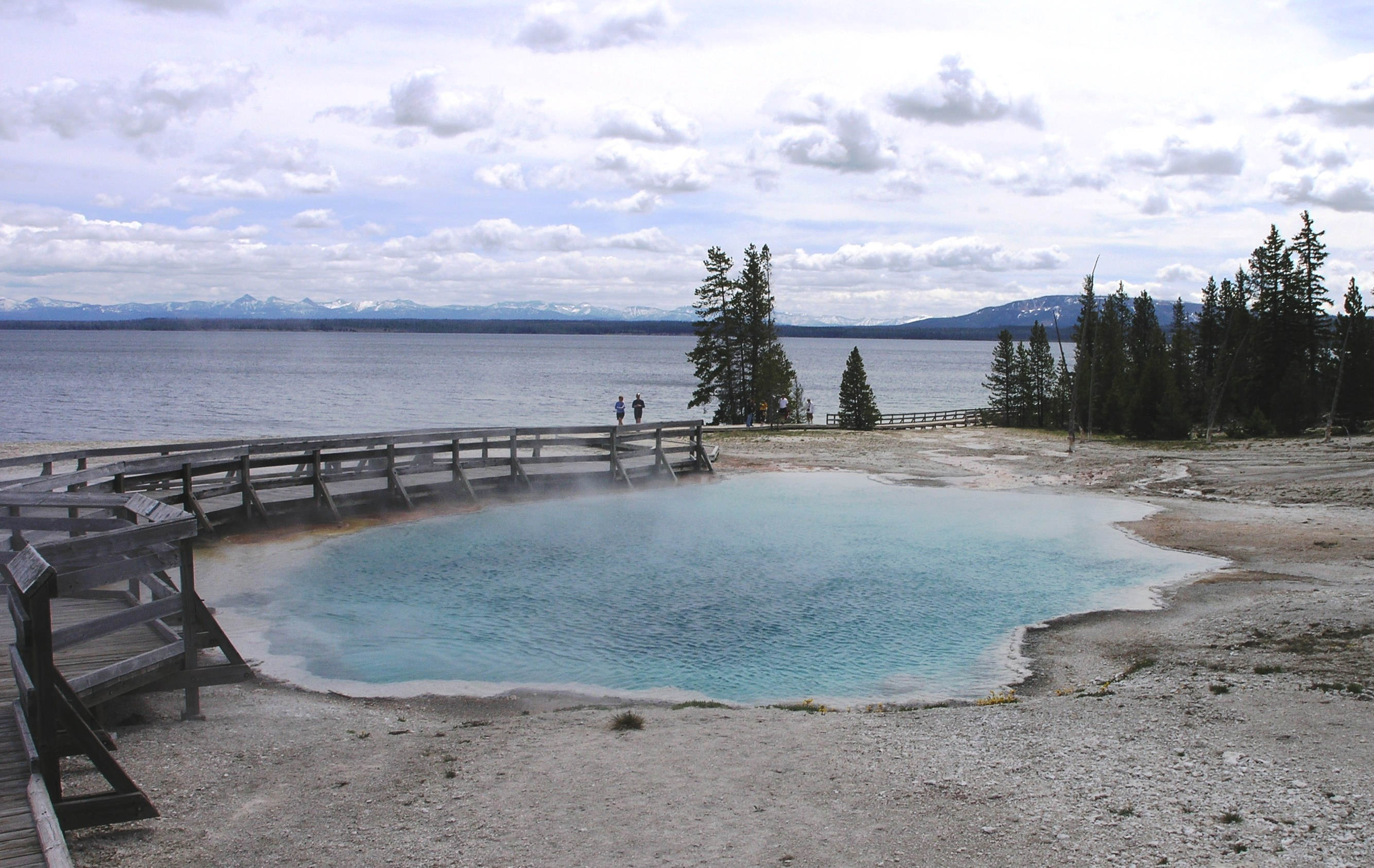
Der Black Pool im West-Thumb-Geysir-Becken

Das West-Thumb-Geysir-Becken ist das größte Geysir-Becken am Ufer des Yellowstone Lakes im Yellowstone-Nationalpark. Zum West-Thumb-Geysir-Becken zählt auch das Potts-Becken im Norden.
Die Hitze-Quelle der hydrothermalen Objekte dieses Gebietes liegt mit etwa 3000 m Tiefe relativ nahe der Erdoberfläche. Das Becken wurde durch einen Ausbruch des Yellowstone-Vulkans vor etwa 125.000–200.000 Jahren geformt. Später füllte sich die entstandene Caldera mit Wasser und dehnte so den Yellowstone Lake aus. Das West-Thumb-Becken ist etwa so groß wie der Crater Lake in Oregon, jedoch wesentlich kleiner als die Yellowstone-Caldera, die beim Vulkan-Ausbruch vor 600.000 Jahren an gleicher Stelle entstanden ist. Es ist somit eine Caldera in einer größeren Caldera.
Als sich die unterirdische Magma-Kammer aufwölbte, entstanden ringförmige Bruchstellen, welche das Magma entweichen ließen. Sie ist bis heute die Hitze-Quelle für das West-Thumb-Geysir-Becken.
Die hydrothermalen Objekte dieser Region finden sich nicht nur am Seeufer, sondern breiten sich auch unter dem See aus. In den 1990er Jahren wurden mehrere Unterwasser-Geysire entdeckt. Sie können im Sommer als schwache Wölbung im Wasser, und im Winter als geschmolzene Löcher im Eis erkannt werden. Im Durchschnitt ist das Eis des Yellowstone Lakes im Winter etwa 10 cm dick.
In diesem Gebiet findet sich auch eine (bislang) namenlose sauere Thermalquelle (pH 3–4, 44,4299° N, 110,5893° W), in der thermoacidophile Rotalgen gefunden wurden; dieser Stamm SAG 108.79 E11 wird heute als eigene Spezies Galdieria yellowstonensis angesehen (früher wurde er zur Schwesterspezies G. sulphuraria klassifiziert).